# 209 Dido
209 Dido eller A909 AB är en mycket stor asteroid i huvudbältet. Den klassificeras som en asteroid av C-typ och består troligen  av karbonater. Liksom många asteroider av denna typ har den ett mycket lågt albedo.
Den upptäcktes av astronomen C. H. F. Peters den 22 oktober 1879 i Clinton, New York och uppkallades efter den mytiska karthagensiska drottning Dido. Den har förklarats inte utgöra någon risk för jorden.

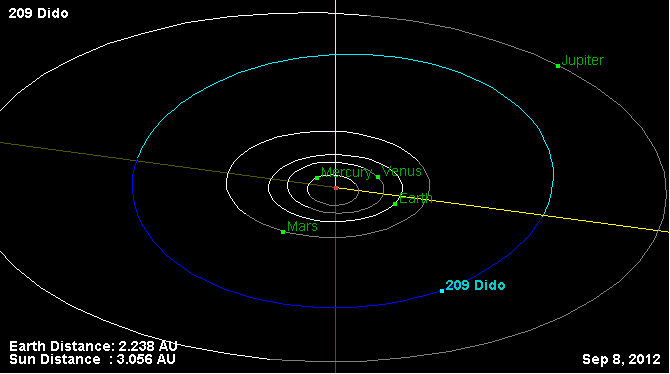
Didos bana i blått.